# Óscar Rubio (Eishockeyspieler, 1988)
Óscar Rubio (* 31. Dezember 1988) ist ein mexikanischer Eishockeyspieler, der seit 2016 erneut bei den Aztec Eagle Warriors spielt.

## Karriere
Óscar Rubio begann seine Karriere als Eishockeyspieler bei Lomas Verdes. 2010 wechselte er zu den Aztec Eagle Warriors in die halbprofessionelle Liga Mexicana Élite. Nachdem er 2012/13 bei den Ice Huskies Coahuila Saltillo. Seit 2016 spielt er erneut bei den Aztec Eagle Warriors.

### International
Im Juniorenbereich stand Rubio für die mexikanische U18-Auswahl bei den U18-Weltmeisterschaften 2004 in der Division III und 2015 und 2006 in der Division II sowie mit der U20-Auswahl bei den Weltmeisterschaften der Division III 2005 und der Division II 2006 und 2007 auf dem Eis.
Sein Debüt in der Herren-Nationalmannschaft gab Rubio bei der Vorqualifikation für die Olympischen Winterspiele in Vancouver 2010. Später nahm er an den Weltmeisterschaften der Division II 2011 und 2017 teil. Zudem vertrat er seine Farben beim pan-amerikanischen Eishockeyturnier 2017, das er mit den Mexikanern gewann.

## Erfolge und Auszeichnungen
- 2004 Aufstieg in die Division II bei der U18-Weltmeisterschaft der Division III
- 2005 Aufstieg in die Division II bei der U20-Weltmeisterschaft der Division III
- 2017 Gewinn des pan-amerikanischen Eishockeyturniers